# François Bourassa
François Bourassa (* 26. September 1959 in Montreal) ist ein kanadischer Jazzmusiker (Piano, Komposition).

## Leben und Wirken
Bourassa, Sohn des Politikers Robert Bourassa, erhielt früh Klavierunterricht. Als Jugendlicher begeisterte er sich zunächst für die elektrische Gitarre und den Bluesrock von Johnny Winter und Jimi Hendrix. Durch den Progressive Rock fand der im Alter von 17 Jahren zum Keyboard und dann zum Klavier zurück. Inspiriert von Chick Coreas Album Return to Forever beschäftigte er sich mit dem Jazz. Nach seinem Abschluss in Komposition an der McGill University absolvierte er einen Masterstudiengang am New England Conservatory bei George Russell und Fred Hersch.
Bourassa tourte ab 1985 mit seinem Trio, das er 1983 mit dem Bassisten Guy Boisvert und dessen Bruder Yves Boisvert am Schlagzeug bildete. Ab 1996 wurde es mit André Leroux zum Quartett erweitert, das diverse Alben vorlegte. Daneben arbeitete er im Trio mit dem Multiinstrumentalisten Jean Derome und dem Perkussionisten Pierre Tanguay, aber auch mit Myra Melford. Im Trio En Trois Couleurs wirkte er mit dem Pianisten/Komponisten Yves Leveillé und der Perkussionistin Marie-Josée Simard. Das Album Re: Bill Evans entstand mit dem Bassisten Michel Donato, dem Saxophonisten Frank Lozano und Pierre Tanguay am Schlagzeug. Weiterhin spielte er in verschiedenen Formationen mit dem Saxophonisten Yannick Rieu und unter Leitung von Rémi Bolduc eine Hommage an Dave Brubeck.

## Preise und Auszeichnungen
1985 gewann Bourassa den Wettbewerb des Festival International de Jazz de Montréal. 2002 erhielt er für das mit seinem Trio und André Leroux eingespielte Album Live den Juno Award/Contemporary Jazz Album of the Year. 2004 wurde er mit dem Prix Opus für das Konzert des Jahres ausgezeichnet, für Indefinite Time mit dem Prix Félix für das Jazzalbum des Jahres. 2007 wurde ihm auf dem Jazzfestivals von Montreal der Prix Oscar Peterson verliehen. Außerdem erhielt er 2011 den SOCAN Hagood Hardy Award als Anerkennung für seine Arbeit als Komponist.